# Focillidia texana
Focillidia texana är en fjärilsart som beskrevs av George Francis Hampson 1913. Focillidia texana ingår i släktet Focillidia och familjen nattflyn. Inga underarter finns listade i Catalogue of Life.